# HMV

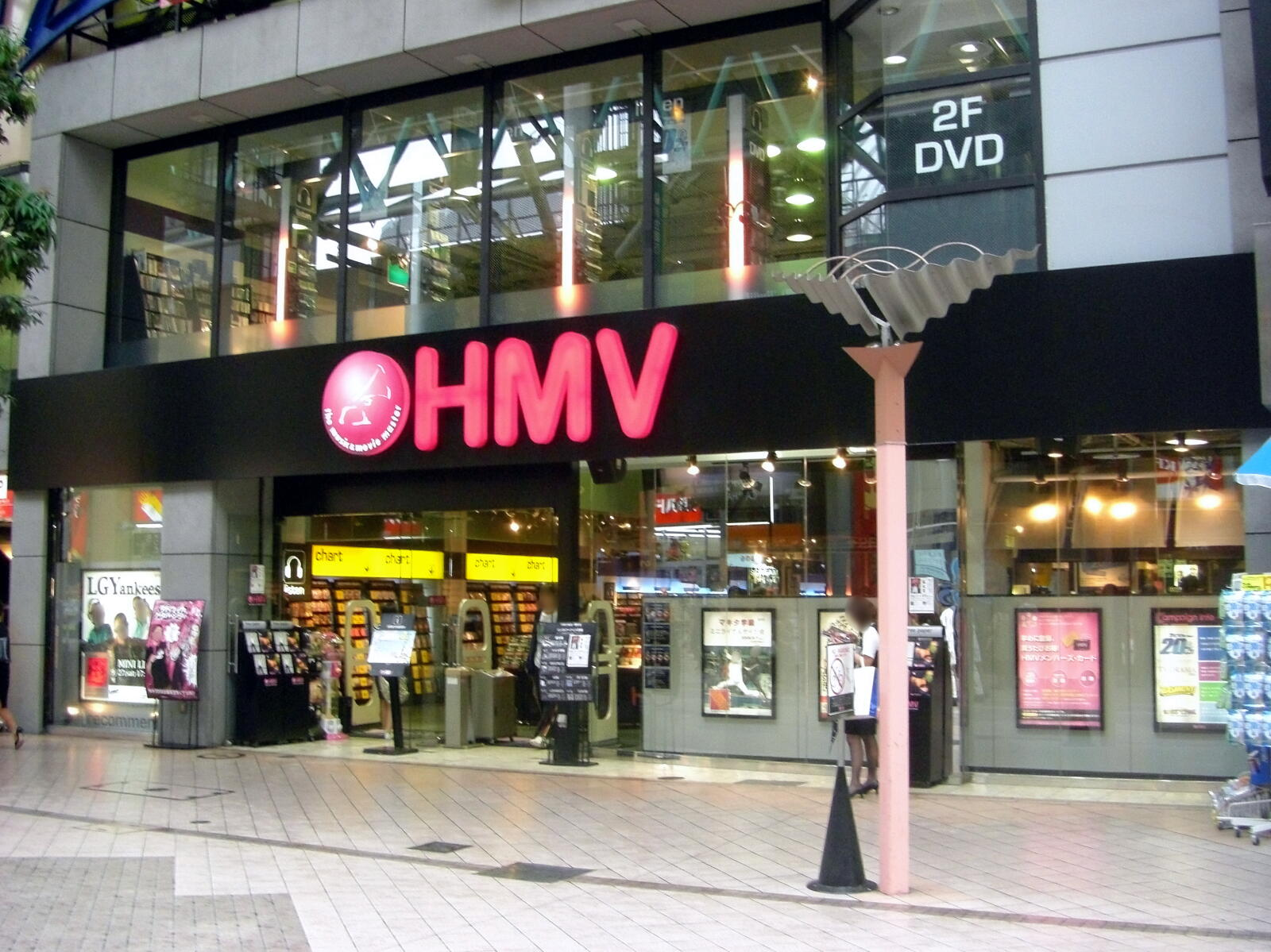
HMV仙台一番町（2010年11月閉店）

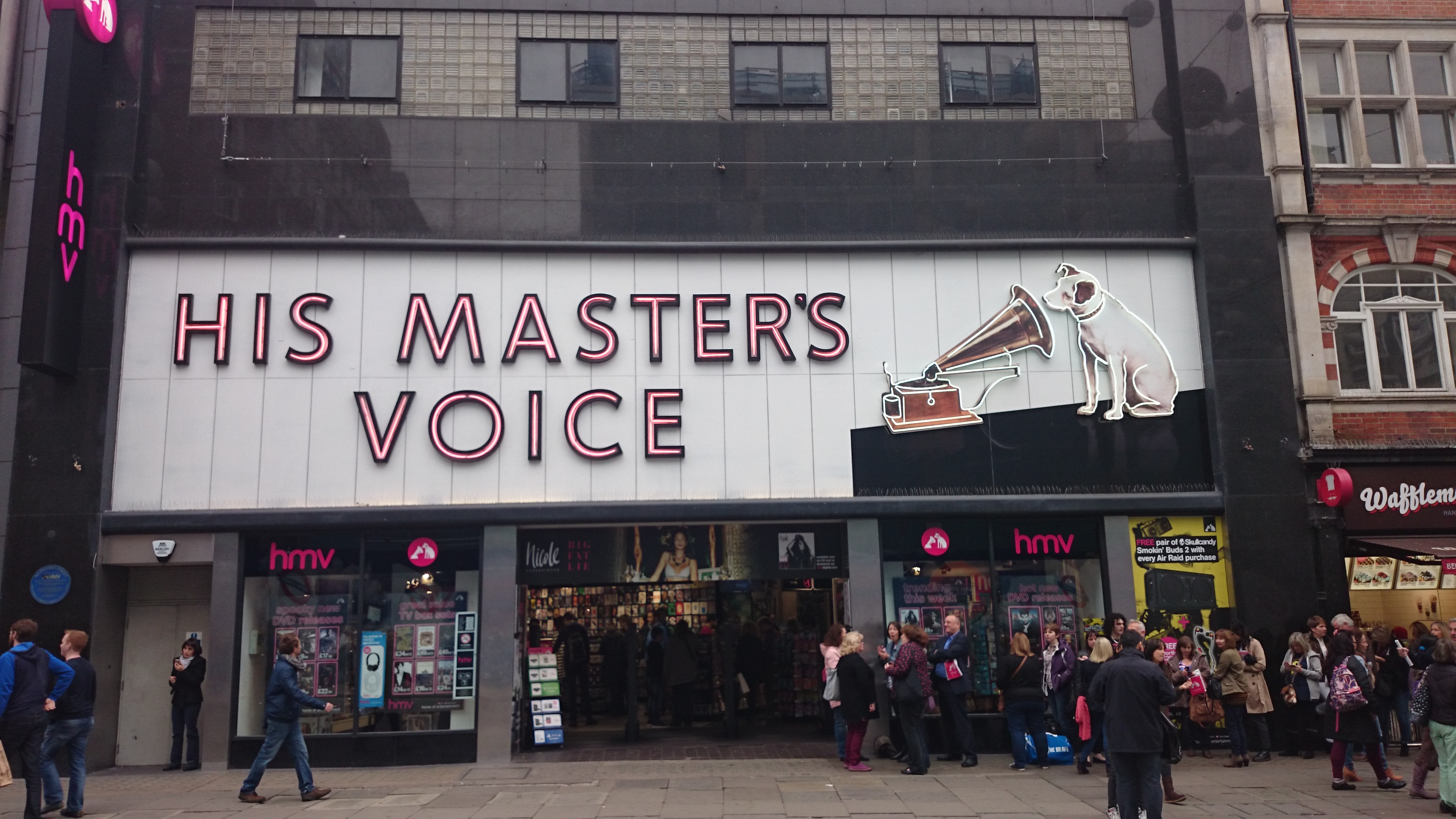
オックスフォード・ストリートに存在した店舗
（2013年10月〜2019年2月）
ロゴのものとは別にニッパーの絵が掲げられていた

HMV（エイチエムブイ）は、イギリスのHMVグループPLC社が世界展開しているレコード販売店グループである。
もとは英グラモフォン社（現：英EMI）のブランドだった。「His Master’s Voice」のアクロニムであり、これは、グラモフォンの姉妹会社であるアメリカ合衆国のビクタートーキングマシン社（現：米RCA）や、その子会社であった日本ビクター（現：JVCケンウッド）のマスコット「ニッパー」のキャッチコピーだった。
「HMV... the music & movie master」などのキャッチコピーを擁する。

## 概要
本社はイギリス・イングランド、バークシャー州メイデンヘッドにあり、社員数は約1500人。イギリスの他に日本、香港、シンガポール、アイルランド、オーストラリア、カナダに店舗を有する。
黒を基調にした、量販店にしては比較的落ち着いた店舗内装が特徴とされる。
2013年1月14日、資金繰りに行き詰まり、経営破綻した。日本法人は既に2010年12月にローソンへ売却（後述）されており、資本関係がないため影響はない。
2018年12月28日、経営再建に失敗して再び経営破綻した。
2019年2月5日、カナダの「サンライズ・レコーズ」の関連企業が買収することを管財人が明らかにした。

## 「HMV」の由来
「HMV」とはもともと英グラモフォン社の商標である蓄音機に耳を傾ける犬（ニッパー）のマークのことである。「彼の（亡くなった）主人の声（を聞いている）」という意味で“His Master's Voice”（HMV）と呼ばれる。

## 国際展開

### アメリカ合衆国
レコード販売店グループとして、1990年にアメリカ合衆国に進出したが、業績不振のため2004年末に撤退した。

### 日本
日本へは1990年に日本法人である「HMVジャパン」を設立して進出した。日本法人のロゴマークにはニッパーがなく蓄音機だけが描かれていた。
HMVジャパンは、2007年8月に大和証券SMBCプリンシパル・インベストメンツの子会社へ売却され、2010年12月にローソンへ再売却された。2011年9月にローソンエンターメディアに吸収合併されHMVジャパンは消滅。ローソンエンターメディアはローソンHMVエンタテイメントへ商号変更（現：ローソンエンタテインメント）。
タワーレコード、新星堂、山野楽器、TSUTAYAなどと並ぶ大手レコード販売店である。HMVジャパンの2010年4月期売上高約310億円の約半分がネット通販事業で、音楽ソフトではAmazon.co.jpに次ぐ規模である。

#### 略史

##### HMV渋谷と「渋谷系」
日本では1990年2月28日に日本法人「HMVジャパン」を設立、同年11月16日には日本第1号店となる「HMV渋谷」を東京都渋谷区宇田川町（文化村通り）のONE-OH-NINEのキーテナントとして出店した。
1990年代前半、旗艦店であったONE-OH-NINE時代のHMV渋谷は「渋谷系ミュージック」の発信源として重要な役割を担った。同店でプッシュされたアーティストが、テレビなどで流れるヒット曲を好まない音楽好きの若者に支持され、渋谷系というジャンルを生み出す原動力となり「渋谷系の聖地」と呼ばれた。
インターネットがなかった時代には、音楽雑誌やラジオ番組と並びレコード店が音楽情報の有力な発信源であり、六本木WAVE（元セゾングループ）、渋谷に店舗があったタワーレコード、ディスクユニオン（この2社は「タワレコ」「ユニオン」と略された）とともに、最先端の音楽情報を伝える発信地として注目されていた。HMV渋谷では積極的にインストアイベントやミニライブなどを開催し、渋谷に集まる音楽ファンにインディーズ系などの新進アーティストを紹介する役割を果たしていた。
その後1995年にONE-OH-NINEはアミューズメントビルに業態転換、HMV渋谷も1998年9月に渋谷センター街へ移転した。移転後は、J-WAVEのサテライトスタジオ「渋谷HMVスタジオ」が2009年9月まで存在し、同局の高聴取率番組『GROOVE LINE』が当スタジオより放送されていた。
渋谷の地で20年営業したHMV渋谷は2010年8月22日をもって閉店、最終営業日には多くの音楽ファンが集まり閉店を惜しんだ。「渋谷系の聖地」とまで呼ばれたHMV渋谷の閉店は、1998年をピークに販売低迷が続く「CD不況」やインターネットの普及による音楽配信販売の浸透など、時代の変化を象徴する出来事として新聞各紙やニュース番組で取り上げられた。
なお、渋谷センター街のHMV渋谷の跡地は京阪電気鉄道の関連会社である京阪流通システムズが建物を賃借し、ファストファッションチェーン「FOREVER 21」がテナントとして出店していた（2019年10月31日閉店）。

##### 事業譲渡
2007年8月に、大和証券エスエムビーシープリンシパル・インベストメンツ株式会社（大和証券SMBCPI）のSPCである有限会社ディー・エス・エムインベストメンツカトルセがHMV Group plcおよびその完全子会社のHMV Music LimitedからHMVジャパン株式会社とHMV Retail Limitedの全株式を取得した。HMVジャパン株式会社は2009年5月1日にHMVジャパンIP株式会社と合併し、同年7月1日にHMV Retail Limitedより日本事業について事業譲受した。
2008年には最大67店舗まで拡大したが、その後は新規出店抑制とともに既存の店舗も閉店が多くなり、2009年は9店舗、2010年にはHMV渋谷を含む25店舗が閉店されている。一部店舗の跡地にタワーレコードなど他のCDショップが進出したところもある。
2010年3月25日、カルチュア・コンビニエンス・クラブ株式会社が国内全事業の買収について、HMVジャパン株式会社および大和証券SMBCPIとの間で独占交渉権を取得し、6月末までに契約締結する予定であった（発表の時点でスキームは未定）。しかし、その後の大和証券SMBCPIやHMVジャパンとの交渉で事業方針等で対立し、独占交渉期限の2010年6月末までに合意に至らず、事実上、事業譲渡を白紙撤回した。

##### ローソングループ入り
2010年10月28日、コンビニエンスストア大手のローソンが、HMVジャパンの全株式を大和証券SMBCPIの子会社HMVジャパン・ホールディングスから買収し、完全子会社化することが発表された。取得金額は18億円で、同年12月1日を取得日とする。
事業譲渡後も従前とほぼ同様の体制で運営されていたが、2011年5月31日に、同年9月1日付けでチケット販売事業などを手がけるローソンエンターメディア（LEM）と合併（LEMを存続会社とする吸収合併）、同時期にポイントプログラムをローソンも参加する共通ポイント「Ponta」に統合することを発表した。
合併後の新社名は「ローソンHMVエンタテイメント」で、法人としての「HMVジャパン」は消滅したが、店舗やインターネット通販事業では引き続き「HMV」ブランドを使用する。同年8月にローソンチケットとHMVの通販ウェブサイトを統合。合併後は両社合計で約850万人（HMV約500万人、LEM約350万人）の会員基盤を生かしエンタテイメント事業を強化している。
LEMとの経営統合後は積極策に転じ、2011年には年間5店舗から10店舗の新規出店を計画しており、同年7月から11月にかけて9店舗が相次いでオープンした。その中には逆にタワーレコードの跡地に出店した店舗もある。

##### 新業態と渋谷店復活
2011年4月に新業態として、あべのキューズモール（大阪市阿倍野区）に小型店舗「HMV SPOT」の1号店を出店（あべのHoopの既存店舗を移転する形）。続いて2012年5月には、ローソン店内に「HMV SPOT」を併設したコンビニ一体型店舗「ローソンHMV表参道」をオープンしたが、5年後の2017年2月28日に閉店。2020年現在、「HMV SPOT」業態の店舗は「HMV SPOTあべのキューズモール」1店舗のみとなっている。
2014年8月2日には、東京都渋谷区宇田川町（ダンス・ミュージック・レコード渋谷店跡地）に初のアナログレコードと中古CDの専門店「HMV record shop 渋谷」がオープン、2010年のHMV渋谷の閉店以来4年ぶりに渋谷に店舗が復活した。また2015年11月19日には、マルイシティ渋谷をリニューアルした「渋谷モディ」内に新たな旗艦店として、音楽・映像ソフトと書籍の複合店舗「HMV&BOOKS TOKYO」（その後「HMV&BOOKS SHIBUYA」に店名変更）がオープン、HMV日本上陸25周年の年に、日本のHMV発祥の地・渋谷に旗艦店が復活した。

#### 店舗
店舗はいずれも「○○店」ではなく「HMV○○」を名乗る（「HMV&BOOKS」業態の店舗では「○○」部分が英字表記）。ほとんどの店舗がショッピングセンターを始めとする商業施設のテナントとして出店しているため、商業施設名を冠するケースが大半である。郊外や地方都市ではイオンモールのテナントとしての出店が多い。店舗名に商業施設名ではなく都市名・地域名のみを冠する店舗も存在するが閉店により減少し、複合店舗「HMV&BOOKS」、中古専門店「HMV record shop」を除けば、2020年現在は一般商業ビル内に出店している「HMV立川」「HMV栄」の2店舗のみとなっている。
2024年8月現在、青森県・秋田県・宮城県・関東地方7都県・富山県・静岡県・愛知県・大阪府・兵庫県・岡山県・高知県・福岡県・大分県・沖縄県の20都道府県に50店舗を展開している。
中国地方にはかつて2店舗あったが撤退し、その後しばらく店舗がなかったが、2014年4月25日に広島（HMV広島本通、2017年8月28日閉店）、同年12月5日に岡山（HMVイオンモール岡山）がオープンし再出店を果たした。
広島県内のHMV店舗は、1999年4月に「HMV広島」が広島市中区紙屋町のサンモール2階に中国・四国地方1号店として出店。2009年1月12日にサンモールのフロア改装により閉店（跡地はユニクロ）、広島県からいったん撤退。 2014年4月25日、HMV広島本通が広島本通商店街（広島市中区）の玩具店「マルタカ子供百貨店」跡地に5年ぶりに再出店。ローソングループのノウハウを生かした実験店「チャレンジ店舗」として、全国のHMV店舗で初となるカフェスペース「MACHI cafe」やローソンチケットカウンターを導入し、複合店舗の試みとして渋谷の「HMV&BOOKS」展開にもつながった。だが地方都市での市街地中心部の商店街では苦戦を強いられ、再出店後の3年後となる2017年8月28日にHMV広島本通は閉店、広島県内から再度撤退。中国地方の店舗はHMVイオンモール岡山の1店舗のみとなった。
また、岡山県内にはかつて岡山ロッツに「HMV岡山」が出店したが2009年8月20日に閉店（跡地はユニクロ→GU）、後にイオンモール岡山に再出店している。
九州地方では各都市中心部から撤退し、郊外の大型商業施設内の店舗のみが残る状態であったが、博多駅前に2016年4月21日に開業したKITTE博多に「HMV&BOOKS HAKATA」として出店、約6年ぶりに都市中心部への再出店を果たした。また、沖縄県内の店舗としてサンエー浦添西海岸 PARCO CITY内に「HMV&BOOKS OKINAWA」1店舗がある。

##### 店舗業態
- HMV - 通常の店舗業態。音楽ソフト（CD）、映像ソフト（DVD・Blu-ray）を販売。
- HMV SPOT - HMVの小型店舗。新作やヒット作に絞った商品構成。
  - 1号店の「HMV SPOTあべのキューズモール」のみ現存（前述）。
- HMV&BOOKS - 大型複合店舗。音楽・映像ソフトに加え、書籍・雑誌・コミック、雑貨などを販売。
  - 東京都内（3店舗）、大阪府・福岡県・沖縄県（各1店舗）で展開。
  - 「HMV&BOOKS SHIBUYA」は開業当初の店名は「HMV&BOOKS TOKYO」だったが、都内に他店舗が展開したため店名変更。
- HMV&BOOKS SPOT - HMV&BOOKSの小型店舗。東京都内1店舗のみ。
  - 1号店はルミネエスト新宿内の「HMV&BOOKS SPOT SHINJUKU」。6階にあった「HMVルミネエスト新宿」が、2019年3月7日にJR新宿駅改札直結の地下1階へ移転しリニューアル[27][28]。
- HMV record shop - アナログレコード・中古CD専門店。東京都内3店舗のみ。
  - 1号店「HMV record shop渋谷」が2014年8月2日開店。
  - 2号店「HMV record shop新宿ALTA」が2016年10月1日開店[29]。
  - 3号店「HMV record shopコピス吉祥寺」が2017年3月30日開店。

##### 閉店した店舗
（2020年1月3日現在）
- 北海道
  - HMV小樽（ウイングベイ小樽） - 2005年8月21日閉店
- 東北地方
  - HMV仙台駅前（さくら野仙台店） - 閉店時期不明。仙台ビブレ時代の店名は「HMV仙台VIVRE」
  - HMVイオンモール名取エアリ - 2010年9月12日閉店
  - HMVイオン仙台泉大沢 - 2010年9月27日閉店
  - HMV仙台一番町 - 2010年11月7日閉店
  - HMV仙台ロフト - 2016年3月6日閉店

2016年3月7日、「HMV仙台EBeans」出店
- 関東地方
  - HMV船橋ビビットスクエア - 2006年8月31日閉店
  - HMV高崎VIVRE - 2009年7月26日閉店
  - HMV川崎DICE - 2010年5月9日閉店
  - HMVスマーク伊勢崎 - 2010年7月25日閉店
  - HMVイオン上里 - 2010年8月15日閉店
  - HMVイオン土浦 - 2010年9月20日閉店
  - HMV新百合ヶ丘SATY - 2010年9月28日閉店
  - HMVモラージュ菖蒲 - 2010年11月30日閉店
  - HMV横浜VIVRE - 2011年1月10日閉店
  - HMVモザイクモール港北 - 2011年3月27日閉店
  - HMVアリオ川口 - 2011年9月25日閉店
- 東京都
  - HMV上野（ABAB上野店) - 2007年6月17日閉店
  - HMV原宿（ラフォーレ原宿） - 2007年7月24日閉店
  - HMV109MACHIDA - 2009年8月2日閉店
  - HMV池袋サンシャイン60通 - 2009年8月30日閉店
  - HMV数寄屋橋 - 2009年9月6日閉店
  - HMV新宿タカシマヤタイムズスクエア - 2010年1月6日閉店
  - HMVアクアシティお台場 - 2010年2月28日閉店
  - HMV銀座インズ - 2010年6月20日閉店
  - HMV吉祥寺パルコ - 2010年8月17日閉店

2017年3月30日、「HMV record shopコピス吉祥寺」が出店[30]
  - HMV渋谷（渋谷センター街） - 2010年8月22日閉店。日本1号店の旗艦店

後に「HMV record shop渋谷」、旗艦店「HMV&BOOKS SHIBUYA」が復活（前述）
  - HMVアトレ目黒 - 2014年2月28日閉店
  - ローソンHMV表参道 - 2017年2月28日閉店。ローソンと「HMV SPOT」の複合店舗
- 中部・信越地方
  - HMV名古屋生活創庫 - 2003年8月17日閉店
  - HMV新潟（NEXT21） - 2008年9月23日閉店
  - HMVイオンモール浜松志都呂 - 2010年8月19日閉店
  - HMVイオン大高 - 2010年9月5日閉店
- 近畿地方
  - HMVユニバーサル・シティウォーク大阪 - 2003年8月閉店
  - HMV心斎橋（心斎橋OPA） - 2008年8月24日閉店
  - HMV箕面マーケットパークヴィソラ - 2009年7月20日閉店
  - HMVイトーヨーカドー奈良 - 2009年8月16日閉店
  - HMV京阪シティモール - 2010年5月26日閉店
  - HMVイオンモール草津 - 2010年7月19日閉店
  - HMV京都河原町VIVRE - 2010年7月31日閉店
  - HMV川西モザイクボックス - 2010年8月29日閉店
  - HMVイオン姫路大津 - 2010年9月23日閉店
  - HMVアリオ鳳 - 2010年11月28日閉店
  - HMVくずはモール - 2011年3月21日閉店
  - HMVアリオ八尾 - 2013年1月6日閉店
  - HMVららぽーと甲子園 - 2014年1月13日閉店
- 中国地方
  - HMV広島（サンモール） - 2009年1月12日閉店（後に広島本通に再出店）
  - HMV広島本通 - 2017年8月28日閉店
  - HMV岡山（岡山ロッツ） - 2009年8月20日閉店（後にイオンモール岡山に再出店）
- 九州地方
  - HMV博多（博多井筒屋） - 2007年1月31日閉店
  - HMV天神VIVRE - 2008年2月11日閉店
  - HMVホークスタウン - 2009年4月25日閉店
  - HMVキャナルシティ - 2010年8月31日閉店
  - HMVリバーウォーク北九州 - 2010年9月26日閉店
  - HMVアミュプラザ鹿児島 - 2010年9月30日閉店

#### 支払方法
店舗での現金以外の支払方法にはクレジットカードがあり、nanaco・QUICPayが利用できる店舗もある。
また、交通系電子マネー・WAON・Edy・iD・PiTaPaが一部の商業施設内店舗で利用できる。

#### メンバーズカード
2011年まで発行されていたかつてのHMVのメンバーズカードは、九州地方では2006年11月から、その他の地方では2007年から導入開始したものである。オンラインストアとリアルストア（実際の店舗）でのポイントが共有される（ただし、カード切り替え後1週間以内にオンライン（携帯電話もしくはPC）からのオンライン登録が必要）。共通会員限定（新カードでオンライン登録されているカード）のトリプルポイントサービス等のキャンペーンがある（期間や日程は不定）。オンラインで登録したメールアドレスにはメールマガジンが配信された。
ポイントの期限は「カード発行日から1年」ではなく、「ポイントごとにポイント取得から1年」に設定されていた（例：2006年11月15日に10p、同年12月29日に20p取得なら2007年11月15日に10p、同年12月29日に20p失効）。50p→1000円、100p→2500円 のHMVマネー（HMVにおける割引）に任意で交換可能。交換されたHMVマネーは次回の買物の税抜き価格から自動的に割引され、その際残額が発生した場合は次回に繰り越された（希望の額だけ値引きをすることも可能）。HMVマネーには有効期限がない。年間購入記録が10万円を越えると黒からゴールドに移行された（ゴールド会員限定の月一度のトリプルポイントサービスがあった）。2009年1月中旬からポイント制度が見直され、還元率が従来の4分の1以下に変更された。ポイントが直接割引額に反映されるようになり、クレジット機能付きメンバーズカード「HMV VISAカード」（UFJカード）の発行を開始した。
2011年8月より、HMVメンバーズカードからローソンと同じ「Ponta」へポイントプログラムが変更された。

#### 音楽配信
2006年10月26日より、オンラインストアでパソコン向けの音楽配信サービス「HMV DIGITAL」の提供を開始した。ファイルフォーマットはWMAとATRAC。約150万曲を取り揃えていて、楽曲の中心価格帯は1曲150円であった。2010年2月21日にHMV DIGITALはサービスを終了した（購入したライセンスの再発行は同年2月28日までであった）。
2010年2月1日よりオンラインストアにて「iTunes Store」のアフィリエイト連携を開始し、HMV経由で購入するとポイントが付与されるサービスを行っていたが、ローソンとの通販サイト統合により終了。
2013年12月3日より、USENとの共同運営により定額制音楽ストリーミングサービス「USEN 550ch×HMV」の提供を開始するも、2019年9月30日にサービス終了。
2019年4月15日より、KKBOXとの共同運営により定額制音楽ストリーミングサービス「HMVmusic powered by KKBOX」の提供を開始するも、2021年3月31日にサービス終了。